# Parungjaya
Parungjaya is een bestuurslaag in het regentschap Majalengka van de provincie West-Java, Indonesië. Parungjaya telt 2913 inwoners (volkstelling 2010).